# Rasmus Møller
Rasmus Møller (28. september 1763 – 9. november 1842) var biskop over Lolland-Falsters Stift fra 1831-1842. Han blev student i Fredericia i 1781 og blev cand. theol. i 1790.

## Karriere og familie
Han havde egentlig ikke forestillet sig at blive præst, men snarere underviser. I 1791 blev han imidlertid sognepræst i Uldum og Langskov ved Horsens. I 1796 forflyttedes han til Jelling og 1802 til Købelev ved Nakskov, hvor han virkede i næsten 30 år, fra 1820 ydermere som stiftsprovst.
Da stiftes biskop Peter Outzen Boisen døde i 1831, blev Møller udpeget til han efterfølger. Da var han 68 år, men virkede dog i embedet i næsten 11 år indtil han selv døde. 1836 fik han Kommandørkorset, og ved sit 50-årige embedsjubilæum 1841 blev han rangmæssigt ligestillet med Sjællands biskop.
Han var gift 2 gange. I første ægteskab fik han bl.a. en søn, digteren Poul Martin Møller. Da hans første kone døde giftede han sig i 1811 med digteren Christian Winthers mor, der var enke. Hun var datter af Villads Borchsenius.

## Virke
Rasmus Møller var en flittig forfatter af religiøse skrifter, men han udgav også oversættelser af romerske forfatteres skrifter. Bøgerne var ikke lærde afhandlinger, men henvendt til bredere læserskare som sognepræster og lærere. I 1815 blev han dr. theol. ved en afhandling om, ”..hvorvidt man gjør Ret i at ville udelukke de særlige kristelige Dogmer fra Religionsundervisningen i Skolerne”.